# Fäaschtbänkler

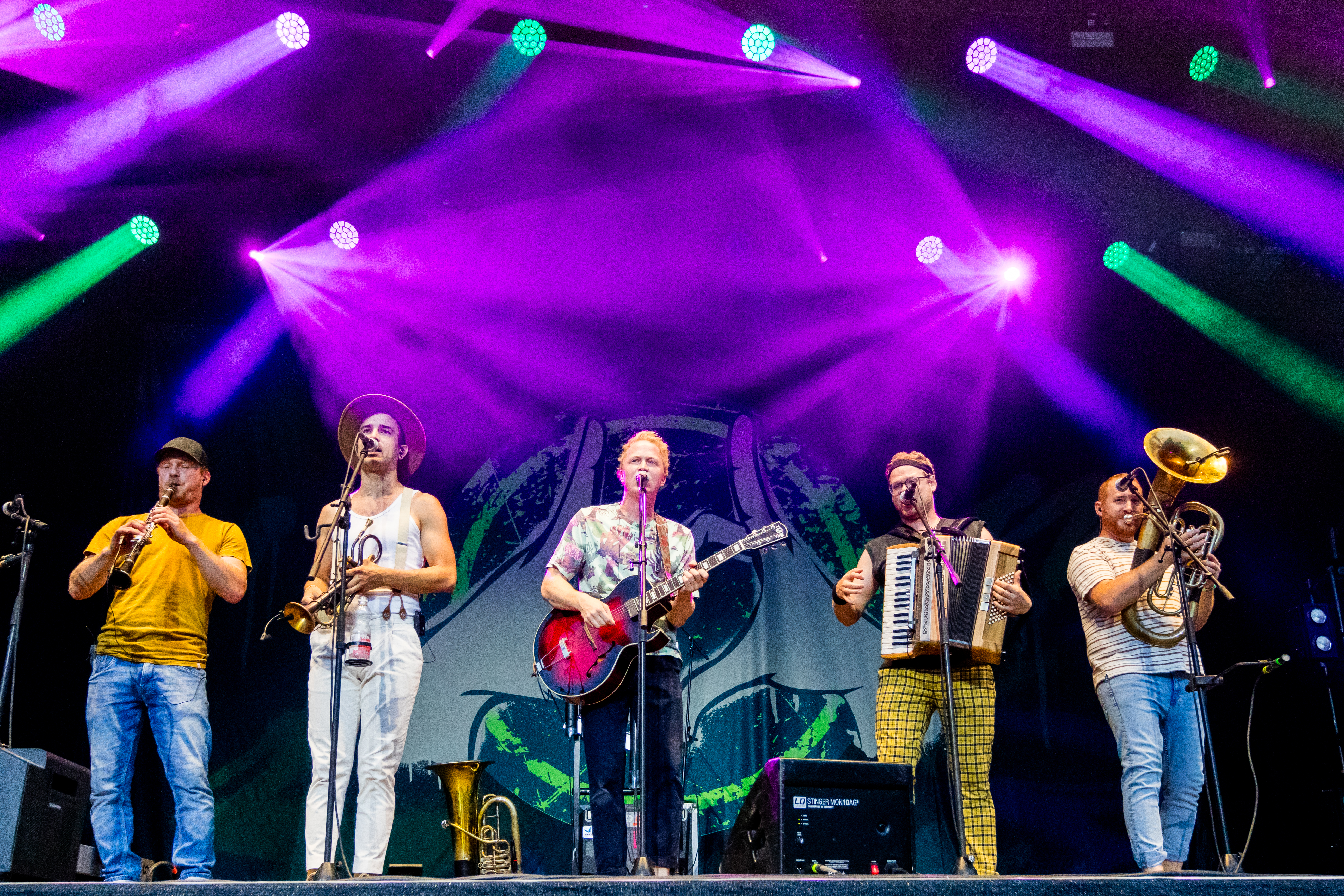

Die Fäaschtbänkler sind eine Schweizer Band der Neuen Volksmusik.

## Geschichte
Die Musikgruppe wurde 2008 in Kriessern von den fünf Musikkollegen Andreas Frei, Roman Wüthrich, Marco Graber, Michael Hutter und Roman Pizio gegründet. Drei der fünf Bandmitglieder haben Musik studiert (Pizio: Trompete, Frei: Trompete, Wüthrich: Klavier). Die Band wohnt in der Schweiz im Dreiländereck Deutschland-Österreich-Schweiz.
2012 veröffentlichten die Fäaschtbänkler, noch in Eigenregie, ihre erste CD, Oagasenn. Im Jahr 2014 erschien die zweite CD namens Orgasmusik. Mit diesem Tonträger landete die Band erstmals in den iTunes-Album-Charts. Im September 2016 folgte das dritte Album, Mitten in die Scheibe, das auf Platz 14 in den Schweizer Albumcharts einstieg. Mit dem folgenden Album Partyplanet schafften es die Fäaschtbänkler 2018 in Deutschland, Österreich und der Schweiz in die Charts einzusteigen. Ihr gleichzeitig erschienenes volksmusikalisches Album Alpaland feierte parallel Erfolge mit Einstiegen in den Schweizer und österreichischen Albumcharts.
Die Single Glück (Mitten in die Scheibe) war 28 Wochen in der Rubrik Volksmusik in den deutschen Airplaycharts klassiert (mehrere Wochen auf Platz 1). Der Titel Irgendwo (Mitten in die Scheibe) war ebenfalls über 20 Wochen in den deutschen Airplaycharts zu finden, auch mehrere Wochen auf Platz 1. Der Song Can you english please vom gleichen Album avancierte zum YouTube-Hit mit über 21 Mio. Aufrufen (Stand: Mai 2024) und schaffte es auf Platz 5. Überdies befand sich auch Welt voller Wunder (Partyplanet) mehrere Wochen auf Platz 1 der Airplaycharts.
Seit 2014 arbeiten die Fäaschtbänkler mit dem Label Rosenklang, Martin Simma, eng zusammen, seit 2016 wurde die Zusammenarbeit mit Rosenklang vor allem auf das Booking erweitert.

## Repertoire
Die Fäaschtbänkler spielen auf traditionellen Blasinstrumenten einen Musikmix aus verschiedenen Stilrichtungen wie Pop, Rock, House und Volkstümliche Musik (Oberkrainer).

## Videos und Social Media
Die Fäaschtbänkler produzieren regelmäßig Videos, die auf YouTube, Facebook und Instagram veröffentlicht werden.
Vor allem ihre Musikvideos und die Produktion von Genre-Medleys mit schnellen Kostümwechseln brachten den Fäaschtbänklern eine rasant wachsende Fangemeinde und zahlreiche Follower auf den Social-Media-Plattformen.
Die aktuell erfolgreichsten Videos auf YouTube sind folgende (Stand: Februar 2024):
- Musikvideo Can you english please: 21 Mio. Aufrufe[7]
- Musikvideo Humpa Humpa: 6,7 Mio. Aufrufe[8]
- Medley-Video 24 Genres: 4,9 Mio. Aufrufe[9]
- Musikvideo Partyplanet: 5,9 Mio. Aufrufe[10]
- Medley-Video 26 Genres: 4,7 Mio. Aufrufe[11]
- Musikvideo Welt voller Wunder: 4,8 Mio. Aufrufe[12]
- Medley-Video 28 Genres: 5,1 Mio. Aufrufe[13]

## Live- und Fernsehauftritte
In den Jahren 2015–2023 wurden die Fäaschtbänkler über 550 Mal für Live-Auftritte gebucht. Darunter traten sie mehrmals bei Blasmusikfestivals wie Woodstock der Blasmusik, Brass Wiesn, World Blasmusik Days und Burning Brass Festival auf und waren unter anderem auf Open Airs wie Nova Rock, Szene Openair Open Air Gampel und Frequency zu finden.
Seit 2015 haben sie regelmässig Auftritte in großen Fernsehsendungen, so im Musikantenstadl (ARD/ORF), in der Sendung Immer wieder sonntags (ARD/SWR), im ZDF-Fernsehgarten, in der Abendschau des BR, beim Open Air „Wenn die Musi spielt“ (ORF) und den SRF-Sendungen Viva Volksmusik, Hello Again und Donnschtig-Jass.

## Diskografie

### Alben
| Jahr | Titel                                | Höchstplatzierung, Gesamtwochen, AuszeichnungChartplatzierungen (Jahr, Titel, Platzierungen, Wochen, Auszeichnungen, Anmerkungen) | Höchstplatzierung, Gesamtwochen, AuszeichnungChartplatzierungen (Jahr, Titel, Platzierungen, Wochen, Auszeichnungen, Anmerkungen) | Höchstplatzierung, Gesamtwochen, AuszeichnungChartplatzierungen (Jahr, Titel, Platzierungen, Wochen, Auszeichnungen, Anmerkungen) | Anmerkungen                              |
| Jahr | Titel                                | CH | DE | AT | Anmerkungen                              |
| ---- | ------------------------------------ | --- | --- | --- | ---------------------------------------- |
| 2016 | Mitten in die Scheibe                | CH14 (1 Wo.)CH | — | AT— GoldAT | Erstveröffentlichung: 23. September 2016 |
| 2018 | Partyplanet                          | CH4 (5 Wo.)CH | DE84 (1 Wo.)DE | AT13 Gold · (2 Wo.)AT | Erstveröffentlichung: 29. Juni 2018      |
| 2018 | Alpaland                             | CH16 (2 Wo.)CH | — | AT37 (1 Wo.)AT | Erstveröffentlichung: 17. August 2018    |
| 2019 | Mal so mal so                        | CH11 (2 Wo.)CH | DE80 (1 Wo.)DE | AT18 Gold · (1 Wo.)AT | Erstveröffentlichung: 6. September 2019  |
| 2020 | Wir sehn uns wieder                  | CH8 (3 Wo.)CH | DE30 (1 Wo.)DE | AT3 Gold · (2 Wo.)AT | Erstveröffentlichung: 17. Juli 2020      |
| 2022 | Flamingo + Hoch die Hände Wochenende | CH19 (1 Wo.)CH | DE27 (2 Wo.)DE | AT18 (3 Wo.)AT | Erstveröffentlichung: 20. Mai 2022       |
| 2025 | Der schönste Tag in meinem Leben     | — | DE24 (… Wo.)DE | AT15 (… Wo.)AT | Erstveröffentlichung: 8. August 2025     |

Weitere Alben
- Oagasenn (2012)
- Orgasmusik (2014)
- Fäaschtbänkler Live (2023)
- Viva (2024)

### Singles
| Jahr | Titel Album                   | Höchstplatzierung, Gesamtwochen, AuszeichnungChartplatzierungen (Jahr, Titel, Album, Platzierungen, Wochen, Auszeichnungen, Anmerkungen) | Höchstplatzierung, Gesamtwochen, AuszeichnungChartplatzierungen (Jahr, Titel, Album, Platzierungen, Wochen, Auszeichnungen, Anmerkungen) | Anmerkungen                           |
| Jahr | Titel Album                   | DE | AT | Anmerkungen                           |
| ---- | ----------------------------- | --- | --- | ------------------------------------- |
| 2023 | All in (Lieblingslieder) Viva | DE34 (3 Wo.)DE | AT21 Platin · (10 Wo.)AT | Erstveröffentlichung: 15. Januar 2023 |

Weitere Singles
- Check Weg (2012)
- Shut the fuck up and dance (2014)
- In meinem Kopf (2015)
- Glück (2016, AT: Gold)
- Irgendwo (2016)
- Du bist so schön (2016)
- Ist so weil ist so (2016)
- Can you english, please (2017, AT: ×3Dreifachgold )
- Welt voller Wunder (2018, AT: Gold)
- Ein Leben lang (2018)
- Walterli (2018)
- Bella Ciao (2018)
- Wennduwie (2019)
- Partyplanet (2018, AT: Platin)
- Traumfrau (2018)
- Alfonso (2018, AT: Gold)
- Wenn es Liebe ist (2019)
- Mimimi – Mittwoch (2020, AT: Gold)
- Mama (2020)
- Homo Sapiens (2020)
- Humpa humpa (2020, AT: Platin)
- Eskalation (2021, AT: Gold)
- Konfetti (2021)
- Ewiges Eis (2021)
- Dubai (2021)
- Nur für dich (2021)
- Ehrenwort (2021, AT: Gold)
- Helene (2022)
- Alois (2022)
- Hoch die Hände Wochenende featuring HBz, Finch (2022; Platz 7 der deutschen Single-Trend-Charts am 29. April 2022[28])
- Flamingo (2022)
- Hosalupf (2022)
- Fliegen fliegen (2023)
- Pläm pläm (2023)
- Berghain (2023)
- Für dich (2023)
- Trötentanz (2023)
- Alles was ich will (2023)
- Wer ist hier der Bass (Marco) (2023)
- Viva (2023)
- TikTak (2023)
- Trampolin (2024)
- Kompliment (2024)
- Alles seit dem (2024)
- Sowas tut man nicht (2024)
- Umtahemd (2024)
- Das letzte Lied (2024)
- Grossmama (2024)
- Mein Herz (2025)
- Ich kann nicht schlafen (2025)
- Löffel (Döp Döröp) (2025)
- Wer hats erfunden (2025)
- Edelweiss (2025)

## Auszeichnungen
- SWR4 Newcomer-Band 2017[29]
- Österreichischer und Schweizer Gold-Award (2020)[30]

## Auszeichnungen für Musikverkäufe
Anmerkung: Auszeichnungen in Ländern aus den Charttabellen bzw. Chartboxen sind in ebendiesen zu finden.
| Land/RegionAuszeichnungen für Musikverkäufe (Land/Region, Auszeichnungen, Verkäufe, Quellen) | Gold       | Platin     | Verkäufe | Quellen |
| -------------------------------------------------------------------------------------------- | ---------- | ---------- | -------- | ------- |
| Österreich (IFPI)                                                                            | 11× Gold11 | 4× Platin4 | 255.000  | ifpi.at |
| Insgesamt                                                                                    | 11× Gold11 | 4× Platin4 |          |         |